# Place des femmes dans l'armée australienne
Les femmes dans l'armée australienne représentent 19,2 % des effectifs des Forces de défense australiennes (ADF). Les femmes servent dans les forces armées australiennes depuis 1899. Jusqu'à la Seconde Guerre mondiale, les femmes étaient limitées au service infirmier de l'armée australienne (en). Ce rôle s’élargit à partir de 1941 lorsque la Royal Australian Navy (RAN), l’Australian Army et la Royal Australian Air Force créés des branches féminines dans lesquelles les femmes exercent une série de rôles de soutien. Bien que ces organisations aient été dissoutes à la fin de la guerre, elles ont été rétablies en 1950 dans le cadre de la structure permanente de l'armée. Les femmes ont été intégrées dans les services à la fin des années 1970 et au début des années 1980, mais n’étaient pas autorisées à postuler à des postes de combat. En janvier 2013, les femmes en service ont été autorisées à postuler à tous les postes au sein des Forces de défense australiennes (ADF), à l'exception des forces spéciales, qui se sont ouvertes aux femmes en janvier 2014. En janvier 2016, les femmes civiles ont eu le droit d’accéder à tous les postes.

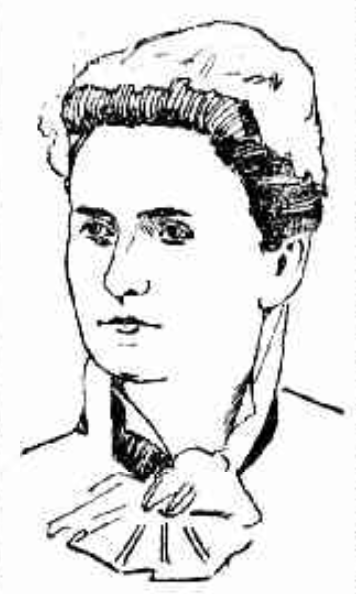
(1860-1941) : première femme surintendante de l'Army Nursing Service Reserve. Elle sert pendant la deuxième guerre des Boers.

## Taux de participation
L'ADF a un taux global de participation féminine de 19,2 %. Ce chiffre n’a cessé de croître depuis 2011, lorsque la Défense a fait de l’augmentation de la participation des femmes une priorité, avec l’intention d’ouvrir tous les rôles auparavant réservés aux femmes. Depuis 2012-2013, la Défense produit un rapport annuel « Les femmes dans l’ADF » pour évaluer ses progrès, car « l’augmentation de la participation des femmes dans l’ADF garantit que la Défense s’assure les meilleurs talents possibles disponibles ».
Le pourcentage de femmes dans chaque service selon le rapport 2017-2018 est de 21,5 % dans la Marine, de 14,3 % dans l'Armée de terre et de 22,1 % dans l'Armée de l'air.

## Histoire

### Implication précoce

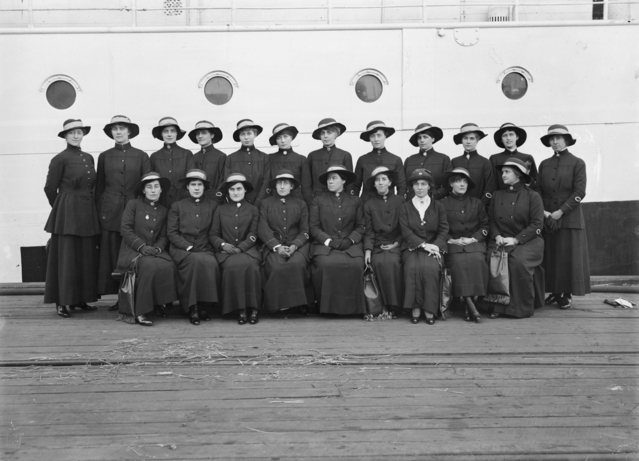
Vingt infirmières Bluebirds et une interprète du HMAT Kanowna envoyées en France pour soigner les soldats français blessés. Leurs uniformes sont d'un bleu caractéristique, d'où leur nom, les Bluebirds.

Le service féminin dans l'armée australienne a commencé en 1899 lorsque le service infirmier de l'armée australienne est créé dans le cadre des forces militaires coloniales de la Nouvelle-Galles du Sud. Les infirmières de l'armée faisaient partie de la contribution australienne à la guerre des Boers, et leur succès a conduit à la formation de la réserve d'infirmières de l'armée australienne en 1902.

### Première Guerre mondiale
Le rôle des femmes australiennes pendant la Première Guerre mondiale était principalement axé sur leur implication dans la prestation de services infirmiers. Plus de 2 000 membres du service infirmier de l'armée australienne (AANS) ont servi à l'étranger pendant la Première Guerre mondiale au sein de la Force impériale australienne. À la fin de la guerre, l'AANS est revenue à son statut de réserve d'avant-guerre. En plus des infirmières militaires, un petit groupe d'infirmières civiles surnommées les Bluebirds (en) furent recrutées par la Croix-Rouge australienne et servirent dans des hôpitaux français.

### Seconde Guerre mondiale

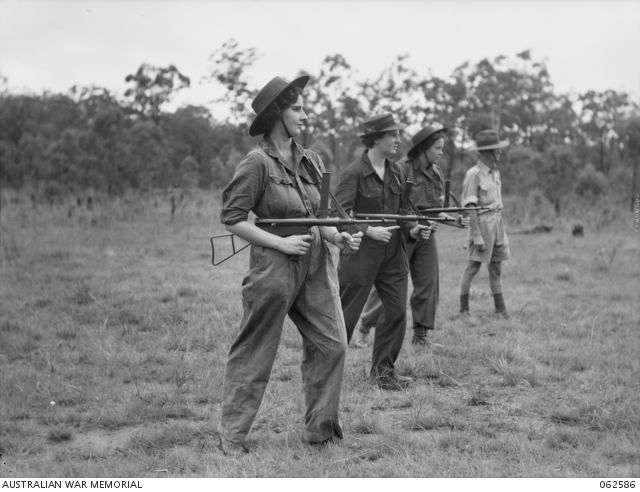
Entrainement de l'AWAS en 1944.

Les femmes australiennes ont joué un rôle plus important pendant la Seconde Guerre mondiale. De nombreuses femmes souhaitaient jouer un rôle actif et des centaines d'organisations auxiliaires et paramilitaires féminines volontaires avaient été créées avant 1940. Il s'agissait notamment du Women's Transport Corps, du Women's Flying Club, du Women's Emergency Signalling Corps (en) et du  Women's Australian National Services. À Brisbane, il y avait six organisations différentes qui dispensaient aux femmes une formation liée à la guerre en juillet 1940, la plus importante étant la Women's National Emergency Legion (en) basée dans le Queensland. Le gouvernement fédéral et l’armée n’ont pourtant pas soutenu de prime abord la formation des femmes pour servir dans les forces armées, et ces organisations n’ont pas été prises au sérieux par le grand public.

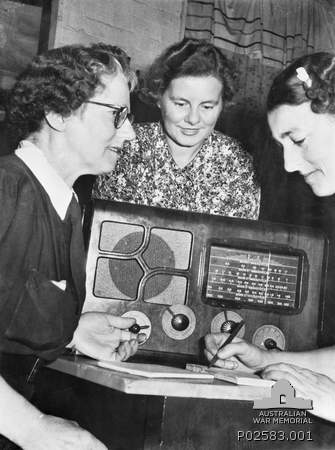
Membres de la.

Une pénurie de recrues masculines a forcé l'armée à créer des branches féminines en 1941 et 1942. La RAAF a créé la Women's Auxiliary Australian Air Force (WAAAF) dirigée par Clare Stevenson, en mars 1941, l'armée a formé l'Australian Women's Army Service (en) (AWAS) en octobre 1941 et l'Australian Army Medical Women's Service (en) en décembre 1942 et le Women's Royal Australian Naval Service (en) (WRANS) a vu le jour en juillet 1942. En 1944, près de 50 000 femmes servaient dans l'armée et des milliers d'autres avaient rejoint l'Australian Women's Land Army (en). Beaucoup de ces femmes ont été formées pour exercer des métiers qualifiés traditionnellement réservés aux hommes afin de libérer les militaires pour le service opérationnel. Les femmes étaient également encouragées à travailler dans l'industrie et à se porter volontaires pour des missions de prévention de raids aériens ou pour des clubs destinés aux militaires australiens et alliés. Les branches féminines de l'armée ont été dissoutes après la guerre.

### Guerre de Corée
La pénurie de main-d'œuvre pendant la guerre de Corée a conduit à la création permanente de branches féminines de l'armée. En 1951, le WRANS a été réformé et l'armée et l'armée de l'air ont créé respectivement le Women's Australian Army Corps (WAAC) et la Women's Royal Australian Air Force (en) (WRAAF). La proportion de femmes dans les services était initialement limitée à quatre pour cent de leurs effectifs, bien que cela ait été ignoré par la RAAF. Le quota a été porté à 10 pour cent dans la RAAF et la RAN au cours des années 1960 et 1970, tandis que l'armée recrutait uniquement sur une base de remplacement.

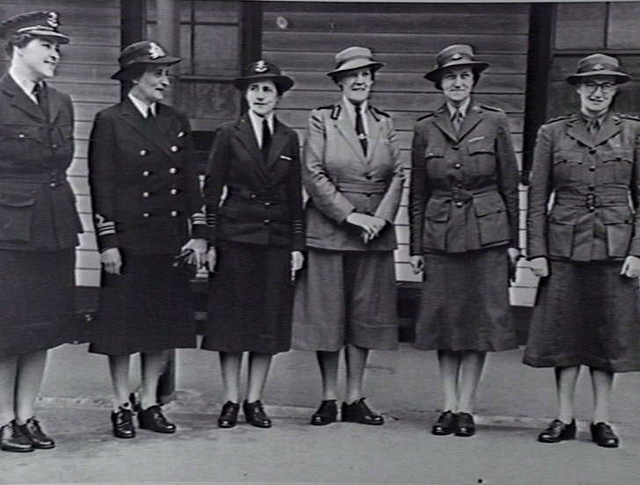
Les cheffes des branches féminines de l'armée australienne en 1942 de gauche à droite : Clare Stevenson (WAAAF); Annette Oldfield (WRANS); officière Lang (RAAF) ; J. Sinclair Wood ; Sybil. Irving ; K. Best.

## Intégration
Le rôle des femmes dans l’armée australienne a commencé à changer dans les années 1970. En 1975, année internationale de la femme, les chefs d’état-major ont créé un comité chargé d’étudier les possibilités d’accroître la participation des femmes dans l’armée. Cela a conduit à des réformes qui ont permis aux femmes d'être déployées en service actif dans des rôles de soutien, la grossesse n'étant plus un motif de licenciement automatique avec des modifications des dispositions relatives aux congés,. La WRAAF et la WAAC ont été supprimées respectivement en 1977 et 1979, et les femmes soldates ont été intégrées à ces services. L'égalité de rémunération a été accordée aux femmes militaires en 1979 et le WRANS a été aboli en 1985.
Malgré leur intégration dans l'armée, des restrictions pesaient encore sur le service des femmes. L'ADF a bénéficié d'une exemption à la loi sur la discrimination sexuelle de 1984 (en) lors de son introduction en 1984 afin de pouvoir maintenir les restrictions fondées sur le sexe à l'encontre des femmes servant dans des postes de combat ou liés au combat, qui limitaient les femmes à 40 pour cent des postes dans l'ADF.

### Rôles liés au combat

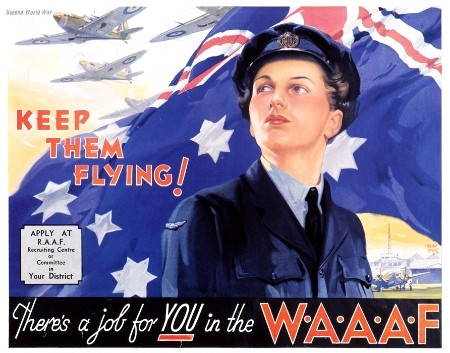
Poster de recrutement de la Women's Auxiliary Australian Air Force (WAAF).

En raison de la pénurie de personnel à la fin des années 1980, la restriction imposée aux femmes dans les postes liés au combat a été supprimée en mai 1990, et les femmes ont été pour la première fois autorisées à servir dans les navires de guerre, les escadrons de combat de la RAAF et à de nombreux postes dans l'armée,. Les femmes n'étaient cependant pas autorisées à occuper des postes impliquant le combat physique et ne pouvaient pas servir dans les unités d'infanterie, de blindés, d'artillerie et de génie de l'armée de terre, ni dans les postes de plongée de déminage et de défense terrestre de la RAN et de la RAAF respectivement,. Robyn Clay-Williams devient la première femme pilote d'essai de la RAAF et sert dans la Aircraft Research and Development Unit (en),.
En 1990, trois femmes pilotes de C-130 Hercules de l'Air Force du 36e Escadron (en) ont été employées dans des rôles liés au combat. Linda Corbould devient la troisième femme membre de la RAAF à obtenir ses ailes (en) et est affectée au No. 36 Squadron (en).
Les ADF n’étaient pas suffisamment préparées à intégrer les femmes dans toutes les unités. L’intégration a été entravée par des attitudes discriminatoires profondément ancrées, le harcèlement sexuel et la perception que des normes moins exigeantes étaient appliquées aux femmes. Cela a conduit à un certain nombre de scandales, notamment des allégations de harcèlement sexuel à bord du HMAS Swan (en) et la mauvaise gestion de ces plaintes par la RAN. Ces scandales ont porté un grand préjudice à la réputation de l'ADF à l'époque où elle avait le plus besoin de femmes militaires. L'Organisation pour l'égalité dans la défense a été créée en 1997 en réponse à ces problèmes et a élaboré des cadres pour faciliter l'acceptation des femmes dans l'ensemble des ADF.

## Déploiements
Les femmes participent aux déploiements des ADF à travers le monde depuis le début des années 1990. Des femmes marines ont été envoyées dans une zone de combat pour la première fois à bord du HMAS Westralia (en) en 1991, du personnel médical féminin a été déployé en Irak, au Sahara occidental et au Rwanda au début des années 1990 et 440 des 5 500 Australiens déployés au Timor oriental en novembre 1999 étaient des femmes. Les femmes ont également commencé à être promues aux postes de commandement à la fin des années 1990, et la Commodore de l'air Julie Hammer (en) est devenue la première femme à atteindre le grade une étoile (en) en 2000.

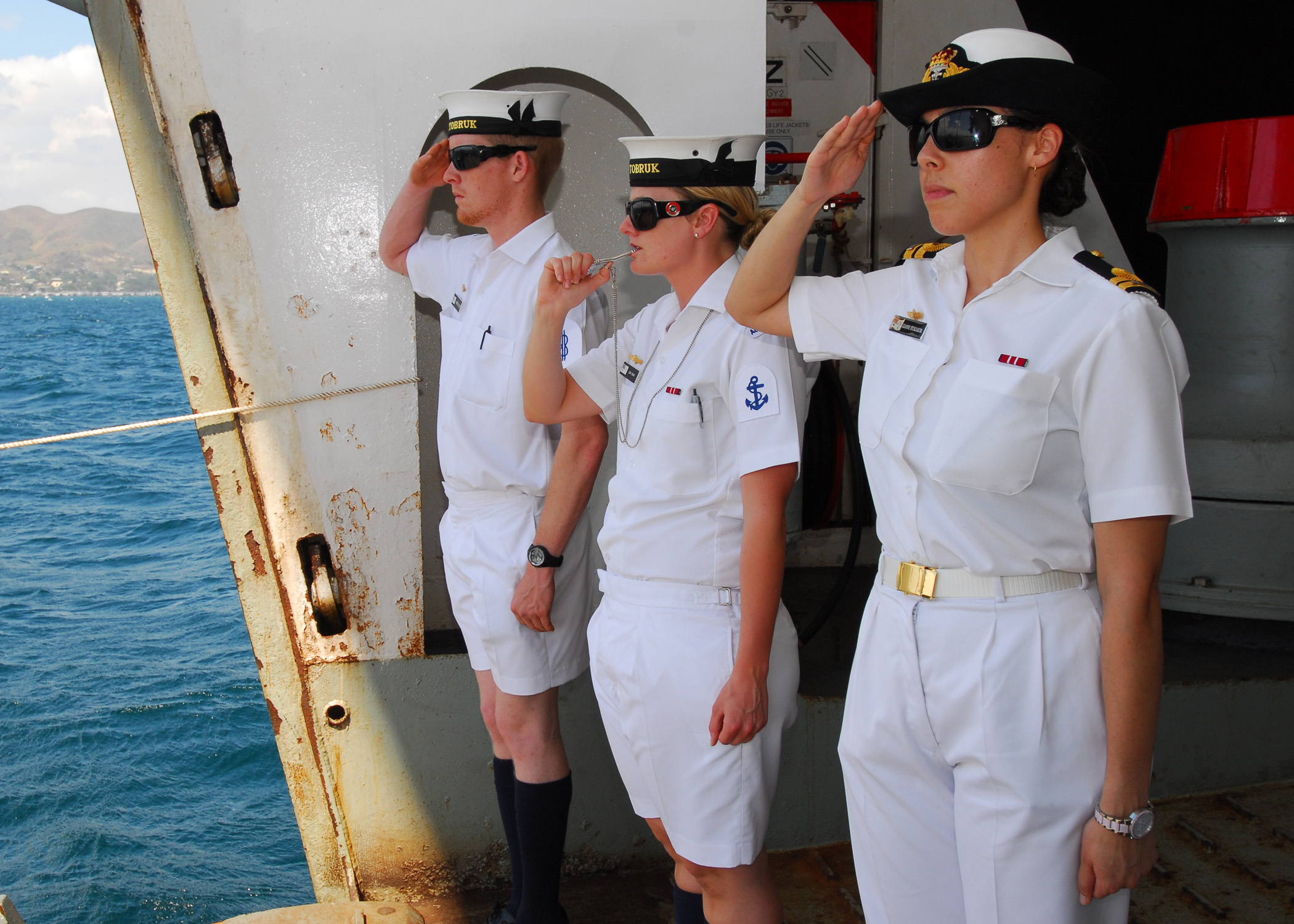
Femmes et hommes à bord du en 2010.

En 2015, 335 femmes participaient à des opérations à l’étranger dans des postes de soutien de première ligne, notamment en Afghanistan.
Tracy Smart est la troisième femme à atteindre le grade de vice-maréchale de l'air dans la RAAF en novembre 2015 et succède à la contre-amirale Robyn Walker (en) en tant que commandante de la santé interarmées et médecin général  de la Force de défense australienne (ADF) le 3 décembre 2015,. Elle est également la  première lesbienne à atteindre le grade d'officière deux étoiles dans l'ADF en 2015,.
Natasha Fox succède au général de division Anthony Rawlins (en) au poste de cheffe adjointe de l'armée (en), et est à la fois la première femme à occuper ce poste et la première femme à être nommée cheffe de service adjoint dans l'ADF,,. Elle est aussi la première femme à être promue au grade trois étoiles (en) dans les forces de défense australiennes le 5 juin 2023.

## Les femmes dans les rôles de combat

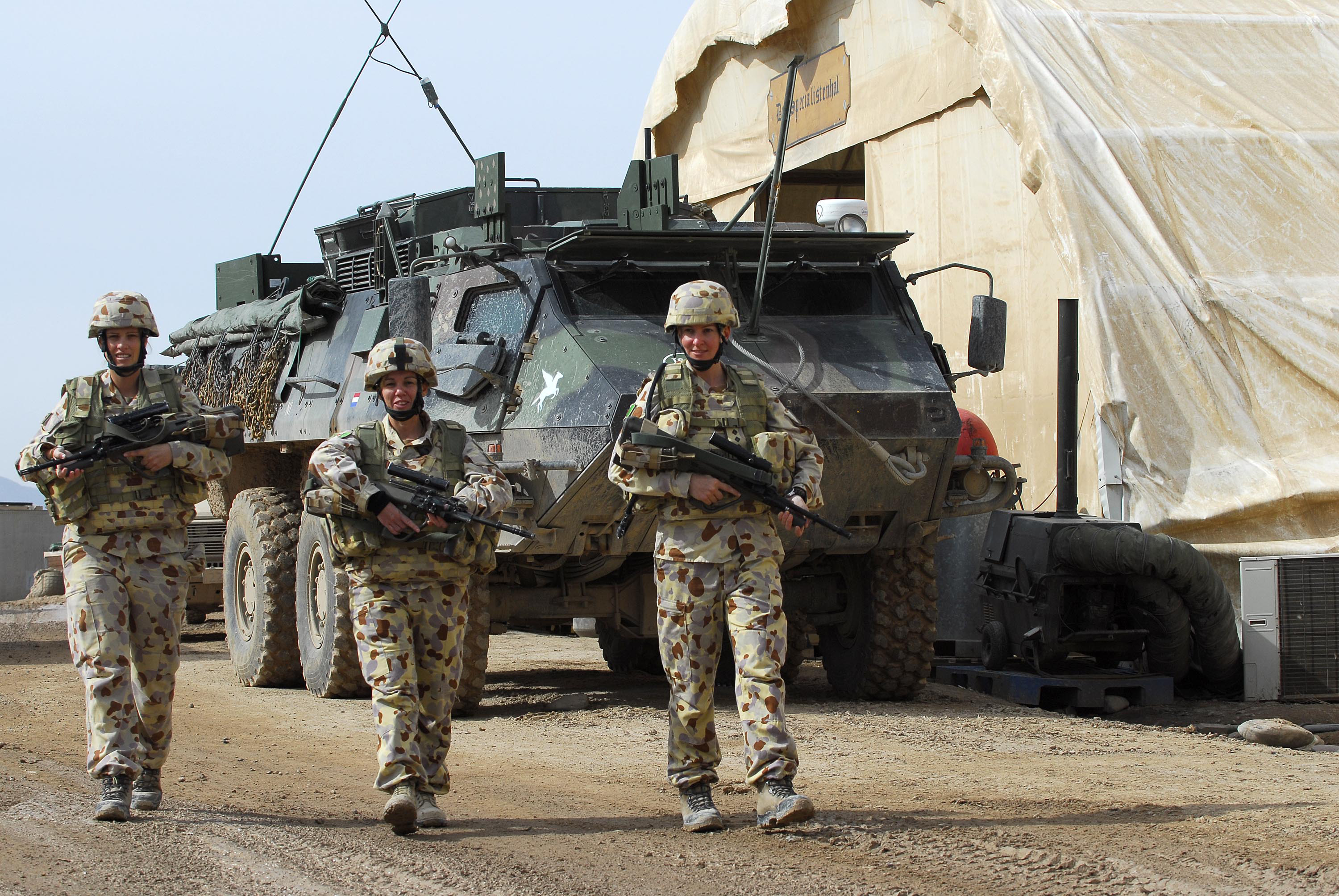
Soldates australiennes en Afghanistan.

Le 27 septembre 2011, le ministre de la Défense Stephen Smith a annoncé que les femmes seraient autorisées à servir dans des rôles de combat en première ligne,. Les femmes peuvent désormais postuler à tous les postes autres que ceux des forces spéciales dans l'armée depuis le 1er janvier 2013. Les femmes peuvent postuler à des postes dans les forces spéciales depuis le 1er janvier 2014, après validation des normes d'emploi physique,. Les femmes sont directement recrutées à tous les postes de combat en première ligne depuis le 1er janvier 2016,.
Le 26 octobre 2018, la loi de 2018 portant modification de la législation sur le droit civil et la justice a abrogé l'article 43 de la loi de 1984 sur la discrimination sexuelle, qui accordait aux ADF une exemption pour autoriser la discrimination à l'égard des femmes « en rapport avec l'emploi, l'engagement ou la nomination » impliquant des tâches de combat qui exigeaient d'une personne « de commettre ou de participer directement à la commission d'un acte de violence contre un adversaire en temps de guerre »,,,.

### Femmes pilotes de chasse

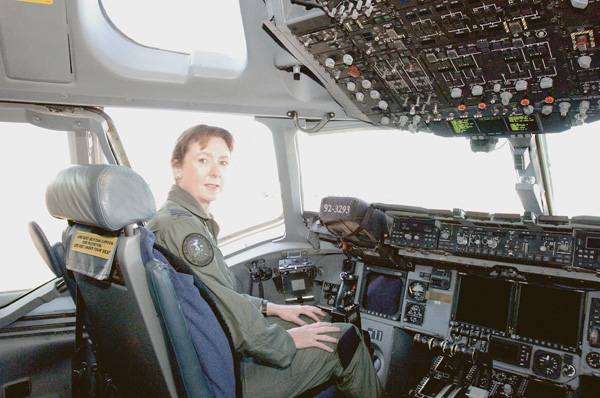
La commandante Linda Corbould, première femme à commander un escadron volant de la Royal Australian Air Force.

Les femmes sont éligibles aux rôles de pilote dans la RAAF depuis 1987, la lieutenante d'aviation Robyn Williams et l'élève-officier Deborah Hicks devenant les premières femmes pilotes du service en 1988,,. En 1992, les restrictions ont été levées, permettant aux femmes de se former comme pilotes d'avions à réaction rapides,. Entre 1987 et 2016, 42 des 60 femmes qui avaient commencé leur formation de pilote avaient obtenu leur diplôme et cinq d'entre elles qui avaient été sélectionnées et avaient tenté des cours de formation pour les avions de chasse de la force n'avaient pas réussi,. Les femmes ont servi comme équipages d'avions à réaction rapides, les deux premières ayant obtenu leur diplôme en 2000 du cours de conversion du 6e escadron pour devenir navigatrices de General Dynamics F-111 (plus tard connues sous le nom d'officier de combat aérien),. Un rapport de 2016 de la  Commission australienne des droits  humain (en) a révélé que « l'absence de femmes pilotes d'avions à réaction rapides est remarquable » étant donné que les forces aériennes de nombreux pays comparables comptent des femmes pilotes de chasse depuis les années 1990. Le rapport a estimé qu'il n'y avait pas de facteur unique responsable de cette situation, mais plutôt une série de facteurs structurels et culturels qui ont empêché la progression des pilotes, hommes et femmes, dans l'armée de l'air. L'armée de l'air a accepté la majorité des recommandations.
En décembre 2017, les deux premières femmes pilotes de chasse de la RAAF ont obtenu leur diplôme de la No. 2 Operational Conversion (en) opérationnelle pour devenir pilotes de F/A-18 Hornet,.

### Les femmes dans les forces spéciales
Des femmes ont réussi le cours de sélection pour le 1er régiment de commando (en) de la réserve de l'armée et ont reçu un béret vert. En 1981, Kerri Hiam, signaleuse de la réserve de l'armée du 126e escadron de transmissions, est devenue la première femme à tenter la sélection, à réussir la sélection et à recevoir un béret vert,. En 1997, trois femmes officières de l'armée, dont l'officière du renseignement, la lieutenante Fleur Froggatt, sont devenues les premières femmes à terminer le cours de sélection des officiers du 1er régiment de commandos, l'une d'entre elles ayant reçu un béret vert,,. Un rapport gouvernemental de 2012 indiquait que des femmes médecins avaient servi en Afghanistan dans le cadre de patrouilles avec des unités des forces spéciales (le Groupe de travail des opérations spéciales) fournissant des cliniques de santé aux femmes et aux filles locales.

## Le nombre de femmes augmente dans les Forces armées australiennes

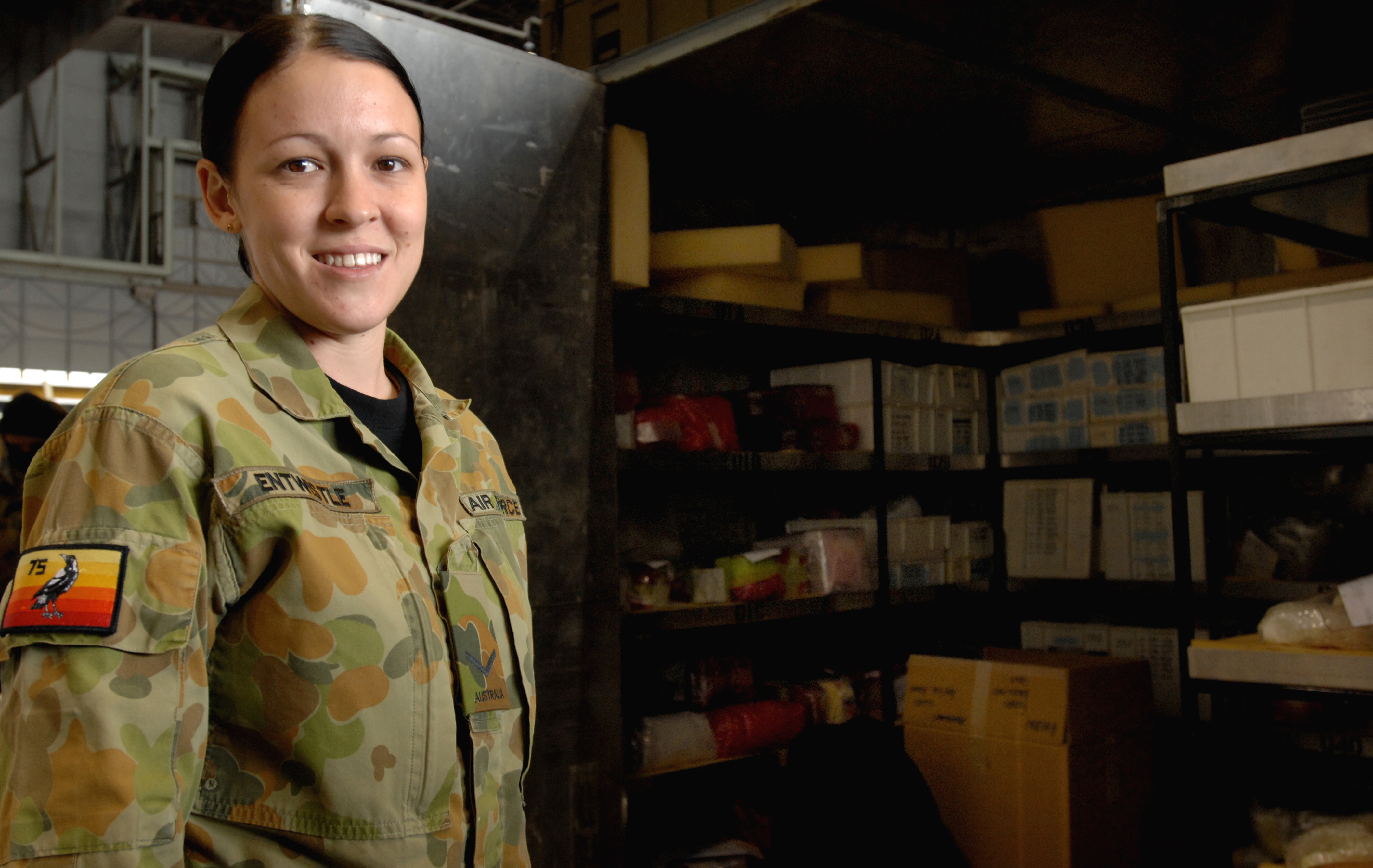
Une femme membre du 75e escadron de la RAAF en 2008.

Depuis l’augmentation du nombre de postes accessibles aux femmes, on constate une croissance lente mais constante du pourcentage de femmes dans le personnel permanent de la défense. Au cours de l’exercice 1989-1990, les femmes occupaient 11,4 % des postes permanents des ADF. Au cours de l’exercice 2005-2006, les femmes occupaient 13,3 % des postes permanents et 15,6 % des postes de réserve. Au cours de la même période, la proportion de postes civils occupés par des femmes au sein de l’Organisation de défense australienne est passée de 30,8 % à 40,3 %,. Le pourcentage de femmes dans la population active australienne est passé d’environ 41 % à 45 % entre juin 1989 et juin 2006.
En 2008, le ministre de la Défense, Joel Fitzgibbon, a demandé à l'ADF de mettre davantage l'accent sur le recrutement des femmes et de lever les obstacles qui empêchent les femmes d'accéder à des postes de direction,.
En 2017-2018, les femmes représentaient 17,9 % des effectifs de l'ADF, soit une augmentation de 3,5 points de pourcentage par rapport à 2013 (14,4 %),. Il y a encore proportionnellement moins de femmes que d’hommes occupant des postes de direction.

### Achèvement de la formation de base
Les exigences en matière de condition physique sont moins élevées pour les femmes, ce qui se traduit par un taux de réussite légèrement plus élevé à la formation initiale des femmes en 2017-2018, avec un taux d'entrée générale (autres grades/non-officiers) de 91,9 % pour les femmes et de 90,2 % pour les hommes. De même, le taux d’achèvement des stagiaires officiers de la Marine et de l’Armée de l’air en 2017-2018 était de 87,8 % pour les femmes, de 81,9 % pour les hommes et de 66,7 % pour les stagiaires officières de l’Armée de terre, de 65,8 % pour les hommes.

### Objectifs et stratégies de recrutement
Chacun des services s’est fixé des objectifs de participation féminine à atteindre pour 2023. Ces pourcentages sont de 25 % pour la Marine, de 15 % pour l'Armée de terre et de 25 % pour l'Armée de l'air.
Les services utilisent des campagnes médiatiques spécialisées ciblant les femmes et des contrats à durée minimale initiale de service (IMPS) réduits (par exemple, 2 ans au lieu de 4 ans pour certains postes) pour attirer et recruter des femmes et ont des objectifs de recrutement pour augmenter le nombre de femmes dans des postes sous-représentés. En partie grâce aux réductions de l'IMPS, l'armée de l'air a atteint ses objectifs d'enrôlement initial de femmes en 2017-2018.
Le programme « Année sabbatique », destiné aux jeunes femmes n'ayant qu'un an d'expérience IMPS dans chaque branche des ADF, excelle dans le recrutement féminin. Bien que peu nombreux, les taux de recrutement des femmes en 2018 étaient de 55 % (Marine), 47 % (Armée de l'air) et 34 % (Armée de terre).